# Patrick Seitz
David Patrick Seitz, född 17 mars 1978 i Riverside i Kalifornien, är en amerikansk röstskådespelare, röstregissör och manusförfattare. Han har gestaltat röster i många TV-spel, bland annat Freddy Kruegers röst i Mortal Kombat.

## Filmografi

### Roller inom Anime-serier
- Amazing Nurse Nanako – Saint
- Angel Tales – Rei
- Black Butler – Agni
- Bleach – Isshin Kurosaki, Sentaro Kotsubaki, Kenpachi Zaraki (Eps. 244+), Akon, Aida
- Bleach: Hell Verse – Isshin Kurosaki
- Bleach: Memories of Nobody – Isshin Kurosaki
- Bleach: The DiamondDust Rebellion – Isshin Kurosaki, Sentaro Kotsubaki
- Blue Dragon – Homeron the Second, Innkeeper
- Blue Exorcist – Igor Neuhaus
- Boys Be... – Yoshihiko Kenjo
- Buso Renkin – Captain Bravo
- Code Geass – Yusk
- Dance in the Vampire Bund – Ivanonic
- Dangaizer 3 – Dangaizer
- Daphne in the Brilliant Blue – Wong
- Darker than Black: Gemini of the Meteor – Repnin
- Deadman Wonderland – Senji Kiyomasa
- DearS – Xaki
- Durarara!! – Simon Brezhnev
- Ergo Proxy – Raul Creed
- Eureka Seven – Charles Beams
- Fairy Tail series – Laxus Dreyar
- Fate/Stay Night – Soichiro Kuzuki
- Fullmetal Alchemist: Brotherhood – Sloth
- Fullmetal Alchemist: The Sacred Star of Milos – Ashley Crichton/Lt. Colonel Herschel
- Gankutsuou – Boville
- Ghost Talker's Daydream – Otaguro
- Girls Bravo – Hayate
- Gunslinger Girl -Il Teatrino – Ludovico (Ep. 6)
- Gun Sword – Joe
- Haré+Guu – Tom
- Hetalia: Axis Powers – Germany
- Hellsing-serien – Luke Valentine
- Honey & Clover – Kaoru Morita, Kauzhiko Hasegawa, Professor Shouda
- Ikki Tousen – Taishiji
- I My Me! Strawberry Eggs – Akiras pappa
- Koi Kaze – Koshiro Saeki
- Kurokami: the Animation – Steiner
- Kekkaishi – Masamuri Sumimura, Berättaren, Uhosuke, Young Shigemori Sumimura
- King of Thorn – Marco Owen
- Kyo Kara Maoh! – Shori Shibuya (Ep. 59-78)
- Lagrange: The Flower of Rin-ne – Shozo Tadokoro
- The Legend of the Legendary Heroes – Rihpal Edea
- MÄR – Galian
- Mass Effect: Paragon Lost - Admiral David Anderson
- Mega Man Star Force – Gemini
- Melody of Oblivion – Kurofune Ballade
- Mermaid Forest – Toba Islander
- Mobile Suit Gundam Unicorn – Flaste Schole (Eps. 4+), Olika röstroller
- Monster – Wolfgang Grimmer
- Murder Princess – Kaito/Dark Knight
- Mushishi – Seijirō (Ep. 19)
- Naruto-serien – Han (Five Tails Jinchūriki), Raido Namiashi
- Naruto Shippuden the Movie: The Will of Fire – Ichi
- NieA 7 – Shuei Karita
- Nura: Rise of the Yokai Clan – Berättaren, Hitotsume Nyudo
- Oblivion Island: Haruka and the Magic Mirror – Baron
- One Piece – Franky
- Ouran High School Host Club – Umehito Nekozawa
- Paradise Kiss – Joji “George” Koizumi
- Paranoia Agent – Zebra, Manga Hero
- R.O.D the TV – Lee Linho
- Redline – JP
- Rumic Theater – Yoshio Hiroka
- Saiyuki Reload Gunlock – Hazel Grouse
- Sengoku Basara series – Chosokabe Motochika
- Shakugan no Shana - Annaberg (Säsong 2)
- Speed Grapher – Kokuryo (Ep. 16-17)
- Starship Girl Yamamoto Yohko II – Com. Fuligar of Ness
- Steins;Gate – John Titor (Ep. 2-4, 7)
- Summer Wars – Kunihiko Jinnouchi
- Tales of Phantasia: The Animation – Dhaos
- Texhnolyze – Keigo Onishi
- Tiger & Bunny – Keith Goodman/Sky High
- Vampire Knight: Guilty – Rido Kuran, Hanabusas pappa (Eps. 2-3)
- When They Cry – Mamoru Akasaka
- Zegapain – Shima

### Roller inom datorspel
- Ace Combat 5: The Unsung War – Yuke Squadron (okrediterad)
- Ace Combat Zero: The Belkan War – Mission Announcer (okrediterad)
- Ar tonelico Qoga: Knell of Ar Ciel – Raphael (okrediterad)
- Atelier Iris 3: Grand Phantasm – Ewan Kleines (okrediterad)
- BlazBlue series – Ragna the Bloodedge
- Bleach: Soul Resurrección – Isshin Kurosaki
- Castlevania series – Greve Dracula (okrediterad)
- Dawn of Mana – Golem Generalissimo (okrediterad)
- Dead or Alive 5 – Bass Armstrong
- Disgaea 4: A Promise Unforgotten – Fenrich, Zetta (okrediterad)
- Diablo III – Lazarus
- Eternal Sonata – Frédéric Chopin (okrediterad)
- Fire Emblem: Awakening – Basilio
- League of Legends - Kog'Maw, Renekton, rengar
- Mana Khemia: Alchemists of Al-Revis – Roxis Rosenkrantz (okrediterad)
- Mortal Kombat (2011)  – Scorpion, Freddy Krueger
- Mortal Kombat vs. DC Universe – Deathstroke, Scorpion, Shao Kahn, Dark Kahn
- Naruto Shippuden: Ultimate Ninja Storm 2 – Teuchi
- One Piece: Unlimited Adventure – Franky
- Persona 4 Arena – Announcer, Malevolent Entity
- Project Sylpheed – Nicholas Vieira (okrediterad)
- Quantum Theory – Jim, Seed
- Resident Evil: The Umbrella Chronicles – Sergei Vladimir (okrediterad)
- Romancing SaGa – Prince Neidhart (okrediterad)
- Rune Factory: Tides of Destiny – Masked Man
- Sengoku Basara: Samurai Heroes – Motochika Chosokabe
- Shin Megami Tensei: Devil Survivor Overclocked – Commander Fushimi (okrediterad)
- Skylanders: Giants – Hot Head
- Sly Cooper: Thieves in Time – Caveman "Bob" Cooper
- Soulcalibur V – Cervantes de Leon
- StarCraft II: Wings of Liberty – Artanis
- StarCraft II: Heart of the Swarm – Amon
- Street Fighter X Tekken – Hugo, Bob
- Tales of the World: Radiant Mythology – Widdershin (okrediterad)
- Tales of Vesperia – Dhaos (okrediterad)
- Tekken-serien – Bob (okrediterad)
- Time Crisis 4 – Player 2 Announcer
- Time Hollow – Derek (okrediterad)
- Transformers: War for Cybertron – Silverbolt
- Trinity Universe – Shuten (okrediterad)
- Valkyrie Profile 2: Silmeria – Dylan, Brahms (okrediterad)
- Valkyria Chronicles – Leon Schmidt, Radi Jaeger
- Yggdra Union: We'll Never Fight Alone – Black Knight Leon (okrediterad)
- Ys: The Oath in Felghana – Dogi (okrediterad)
- Wild Arms 5 – Greg Russellberg (okrediterad)
- World of Warcraft: The Burning Crusade – Rage Winterchill
- World of Warcraft: Wrath of the Lich King – Arthas Menethil
- Warhammer 40,000: Dawn of War II – Retribution – Kaptin Bluddflag, Warmaster Abaddon
- World of Warcraft: Mists of Pandaria – Garrosh Hellscream, Jung Duk, Feng the Accursed, Iron Qon

### Andra roller
- Lego Atlantis: The Movie – Lance Spears